# 食材宅配サービス
食材宅配サービス（しょくざいたくはいサービス）とは、カタログやインターネットで注文した食材を定期的に家に配達してくれるサービスのこと。女性の社会進出化によるキャリアウーマン・ワーキングマザーの増加や、高齢化社会の進展に伴い、忙しい女性や一人暮らしの高齢者を中心に需要が高まっている。

2023年に行われた調査では宅食サービスの利用経験は21.8％で、若年層の利用意向が高い傾向にあるという結果が出ている。

## サービスの種類
食材宅配サービスは大きく3種類に分類される。

### 食材タイプ（レシピボックス）
スーパーの宅配サービスがこのタイプ。その他にも近所のスーパーでは手に入りにくい新鮮な食材や有機野菜など、食の安全や味にこだわった商品を厳選して取り扱っている企業が多くある。
＜代表的な企業＞
- オイシックス・ラ・大地
- らでぃっしゅぼーや
- マイファーマー
- パルシステム
- マンマダイニング
- 食べチョク
- 楽彩

### 半調理タイプ（ミールキット）
毎日の夕食献立レシピがカタログなどにまとめてあり、その中から好きな献立を選ぶと、献立に必要な食材が必要な分量だけ届けてくれるタイプ。食材の下ごしらえが済んでいたり、味付け済みの食材が届くため、料理時間が短縮される。全てにレシピが付いているので、料理が苦手な人にも利用しやすい。また、レシピ通りの食材が必要な分量だけ届くため、食材の無駄にもならない。
＜代表的な企業＞
- ヨシケイ
- タイヘイファミリーセット
- ライフタイム・バリュー
- ベネッセ
- ワタミ - ワタミの宅食
- ショクブン
- マンマダイニング
- トドクック（前：カネジ・ラビットクック）
- セブン・ミールサービス - セブンミール

### 完成タイプ（レディミール）
食材ではなく完成済みの料理（加工食品）が冷凍もしくは冷蔵状態で届けられるタイプ。電子レンジで温めるだけのタイプのものが多い。また、専門家が栄養バランスを考えたレシピなども多く、栄養が偏りがちな一人暮らしの人や、単身赴任者、高齢者などの需要がある。
＜代表的な企業＞
- nosh
- FitDish
- つくりおき.jp
- まごころケア食
- ワタミ - ワタミの宅食
- 生活協同組合
- スギサポdeli
- ファインミール
- マンマダイニング
- 宅配クック1・2・3
- ニコニコキッチン
- ニチレイ
- 日清医療食品 - 食宅便
- ストークお食事宅配便